# Помалово
Пома́лово (рос. Помалово) — присілок у складі Шатровського району Курганської області, Росія. Входить до складу Самохваловської сільської ради.
Населення — 26 осіб (2010, 23 у 2002).
Національний склад станом на 2002 рік: росіяни — 100 %.